# Alessandro Gariazzo
Alessandro Gariazzo, annunciato anche come Alex Gariazzo (Biella, 25 maggio 1972), è un chitarrista e cantante italiano.

## Biografia
Chitarrista e cantante autodidatta, si perfeziona nella tecnica flatpicking con il chitarrista genovese Beppe Gambetta e frequenta seminari di jazz, blues e improvvisazione con i chitarristi Bill Frisell, Carl Verheyen e Scott Henderson.
Le sue influenze principali arrivano dai grandi chitarristi blues quali Jimi Hendrix, Stevie Ray Vaughan, Eric Clapton, B.B. King, Jeff Beck, James Taylor, Derek Trucks, Bill Frisell, Jerry Garcia, Jeff Pevar , ma anche innovatori quali Tommy Emmanuel o Jorma Kaukonen e ha un fortissimo apprezzamento nei confronti dei Fab Four di Liverpool, i Beatles, di cui è esperto e collezionista e del songwriting  James Taylor, Neil Young e NIck Drake in particolare.
Dal 1995 è cantante e chitarrista della Treves Blues Band, storico gruppo blues italiano guidato dal grande armonicista milanese Fabio Treves. All'interno della band, spazia tra esibizioni alla chitarra elettrica e strumenti prettamente acustici, dalla chitarra acustica stessa all'ukulele.
Con la TBB arriva a registrare 5 cd e viaggia in Italia e all'estero.
Grazie alle collaborazioni della band, ha avuto l'opportunità di condividere il palco con grandissimi nomi del blues mondiale come Buddy Guy,  Charlie Musselwhite, John Mayall, John P. Hammond, Blues Brothers Band, ZZ Top, Corey Harris, Canned Heat, Eric Bibb, Willie King e Jimmy Rogers.Nel 2015 con la Treves Blues Band ha fatto da band di supporto al tour italiano dei Deep Purple e nel 2016 a Roma al Circo Massimo ha avuto l'opportunità di aprire il concerto di Bruce Springsteen e dei Counting Crows.
Inoltre, in studio, sempre con la TBB, ha avuto occasione di suonare con artisti come Linda Gail Lewis (sorella di Jerry Lee), Roy Rogers (chitarrista e produttore di John Lee Hooker), Chuck Leavell (pianista di Allman Brothers, Eric Clapton e attualmente membro stabile dei Rolling Stones), Guy Davis, Sugar Blue e, grazie alle collaborazioni dirette con Fabio Treves ha svolto session radiofoniche live con Joe Bonamassa su Radio RockFM e Alex Britti su LifeGate Radio.

Assieme a Treves, nel programma'Database' dai due condotto su Rock TV ha avuto occasione di duettare con artisti come Warren Haynes (Gov’t Mule, Allman Bros.), John Popper e Jono Manson con cui collabora stabilmente per i suoi tour italiani così come l'artista americano Michael McDermott con cui ha condiviso due tour europei e il cantautore canadese Bocephus King per il quale ha anche preso parte alle registrazioni dell'ultimo disco e con cui è stato ospite di Luca Barbarossa a 'Radio Due Social Club' su Radio Rai oltre a  collaborare stabilmente anche nello spettacolo musical-teatrale 'Soundtrack of my Life' del giornalista Andrea Scanzi.
Nel 2020 ha anche accompagnato per il tour italiano il cantautore americano Doug Seegers con cui è stato anche ospite  a 'Tropical Pizza' su Radio Deejay.
Ha inoltre collaborato o suonato in occasioni diverse con Lucio Fabbri, Mauro Pagani, Pierangelo Bertoli, Claudio Sanfilippo, Saturnino, Sergio Sgrilli, Claudio Bisio, Amici di Roland, Rocco Tanica (Elio e le Storie Tese), Meg, Paolo Bonfanti, Wooper, Mel Gaynor (Simple Minds), Dolcenera, Paola Folli, Giorgio Conte, Omar Pedrini, Andrea Parodi, Eugenio Finardi, Dr. Livingstone, Joe Legwabe (Ladysmith Black Mambazo), Negrita, Roy Paci, Mao, Number9 (Beatles Tribute), Quartetto Maurice, Lomé, All About Kane, Paco Deluz, Falvio Oreglio, Kirk Fletcher.
Nel 2008 è stato chitarrista e cantante dell'edizione italiana delle Hilfiger Session e in quell'occasione ha suonato con Syria, L'Aura, Casino Royale, Francesco Sarcina (Le Vibrazioni), Marracash, Africa Unite, Edoardo Bennato, Raiz, Velvet e Beatrice Antolini.
Con il proprio gruppo etnorock, i Balabiut, (ora non più in attività) ha vinto il concorso "Rock Targato Italia" nel 1997.
Ha un progetto bluegrass denominato Ashville con Carlo Pestelli, Rhobbo Bovolenta e Marco 'Benz' Gentile.
Suona stabilmente in duo col bassista e polistrumentista ossolano Michele Guaglio con il quale è ospite dell'edizione 2021 del NAMM di Los Angeles come rappresentanti musicali dell'Italia.
Sempre con Michele Guaglio e Marco 'Benz' Gentile insieme al fisarmonicista Roberto Bongianino ha creato lo Smallable Ensemble che propone materiale originale e uno spettacolo acustico sui Beatles.
Come turnista dal 2016 ha messo la sua chitarra nei dischi di Francesco Guasti, Benji & Fede e in tutti i dischi di Irama (disco d'oro e di platino).

## Fuori dal palco
Alex Gariazzo, assieme a Treves ha partecipato a svariate trasmissioni radiofoniche, passando da Radio Capital, a Radio Rock FM, fino ad arrivare a Lifegate.
Anche in TV ha accompagnato il "Puma di Lambrate", sia alla Rai che su Tele+, e anche, e soprattutto su Rock TV dove ha condotto con lo stesso Treves il programma Database.
Con Fabio Treves ha inoltre realizzato ed eseguito la sigla 2020 del programma televisivo 'Dreams Road' in onda su RaiUno e condotto da Emerson Gattafoni e Valeria Cagnoni per il quale realizza anche musiche di commento.

Gariazzo ha realizzato anche colonne sonore: Hoc Erat in Votis, Mondi allo Specchio, Intervista a A. Tarkowski, Omaggio a Sergio Bonelli (Tex Willer). Inoltre ha prodotto jingles pubblicitari per Fiat 500,Hugo Boss, Wolkswagen Think Blue, Jeep, Mìele e il marchio Trollbeads, oltre che basi musicali per il programma Rai X-Factor e per i Mondiali di Nuoto di Roma nel 2009 e Universiadi di Torino.

È stato inoltre coautore del progetto benefico "Blues For Tibet".
È anche produttore artistico, ha prodotto infatti "Un'ora d'aria" del cantautore torinese Carlo Pestelli con ospiti Gianni Coscia, Lalli e Giorgio Li Calzi.

Tiene seminari sul blues e sul rapporto tra blues e popular music da solo o in compagnia di Fabio Treves.

Collabora saltuariamente in veste di giornalista alla rivista JAM.
Con Ezio Guaitamacchi, Roberto Caselli e Antonio Lodetti è coautore del libro "I 100 dischi ideali per capire il blues".
È anche editore e ha pubblicato libri dedicati al blues e all'arte moderna.

## Strumentazione
- Amplificatore Peavey Classic 30 di cui è endorser per Master Music
- Gibson Les Paul Deluxe Gold Top del '71
- Heritage H-526 semiacustica
- Taylor acustica
- Mandolino Kentucky e Fender
- Fender Stratocaster U.S.A.
- Baritone Guitar Danelectro
- Sitar-Guitar
- Danelectro Dano Reissue '59
- Lap Steel originale handmade by Ermanno Pasqualato
- Lap Steel originale handmade by Leonardo Aurelio
- Ukulele tenore Lanikai di cui è endorser
- Epiphone Supernova
- Pedali: Ibanez TS9, Boss Blues Driver, T-Rex Reptile, Dunlop Cry Baby Wah-wah

## Fonti
- Biografia artista su Un paese a sei corde [collegamento interrotto], su unpaeseaseicorde.it.